# Kotchevnik tapinus
Kotchevnik tapinus is een vlinder uit de familie van de Houtboorders (Cossidae). De wetenschappelijke naam van de soort is voor het eerst gepubliceerd in 1898 door Rudolf Püngeler.
De soort komt voor in Iran, Tadzjikistan, Turkmenistan, Afghanistan en Pakistan.